# Hry bez hranic
Hry bez hranic (francouzsky Jeux sans frontières) byla televizní soutěž.
S nápadem, aby se země Evropy zábavnou formou propojily, přišel francouzský prezident Charles de Gaulle. Tato idea se zalíbila francouzské televizi, která od roku 1965 začala tuto soutěž ve spolupráci s ostatními stanicemi vysílat. Historické datum prvního odvysílaného dílu klasických letních Her bez hranic je 26. květen 1965. Ale ještě téhož roku se konaly tzv. Hry na sněhu za účasti Francie a Švýcarska, tam je historickým datem 31. ledna 1965. A tam se píše počátek mezinárodního měření sil sportovní zábavnou formou.
Prakticky okamžitě na druhý ročník Her bez hranic si BBC1 ve Velké Británii také založila svou vlastní obdobu her pod názvem "It's a Knockout", která kompletně probíhala po sedmnáct ročníků 1966-1982 pro britská města.
Soutěž měla fenomenální popularitu, ale byla vysílána pouze v západní Evropě.
V době svého vysílání (v 90. letech 20. století) na ČST/ČT, se Hry bez hranic staly nejpopulárnějším zábavným pořadem. Za svoji přitažlivost soutěž vděčí novému přístupu k moderování původní české televizní hlasatelky a herečky Martiny Adamcové.
Soutěž byla zcela neobvyklou podívanou, ve které sice družstva soutěžila sportovně, ale v komických převlecích, v nádherných kulisách a s velkolepě pojatou kamerou. Pořad se snoubil v Česku do té doby s neobvyklou bezprostředností a prvky hravé zábavnosti.
Hry bez hranic se často reprízují ve veřejnoprávních televizích v zemích, které se her zúčastnily.

## Vývoj
Původně, od začátku klasických letních Her bez hranic v roce 1965, se soutěže účastnily čtyři evropské země: Francie, Belgie, Německo a Itálie. Poslední ročník první série letních her se konal v roce 1982. V tomto období se konaly i tzv. Vánoční hry 1983.
Roku 1988 se začala konat druhá série klasických letních Her bez hranic za účasti měst z pěti zemí Itálie, Belgie, Francie, Portugalska a Španělska. Nejsilnějším ročníkem v historii her byl rok 1994, kdy se soutěže zúčastnilo celkem devět zemí, a sice Itálie, Portugalsko, Velká Británie (zastoupena jen městy z Walesu), Švýcarsko (italsky mluvící část země), Česko, Řecko, Maďarsko, Slovinsko a Malta. Natáčení soutěže skončilo v roce 1999. Zajímavostí je, že přihlášky zemí podávaly veřejnoprávní televize jednotlivých zemí spojené v Evropskou vysílací unii, ty pak přijímaly přihlášky jednotlivých měst/družstev a byly jejich mediálními garanty v soutěži. Ve druhé sérii Her bez hranic se do soutěžních disciplín aktivně zapojovali i sami moderátoři těchto televizí.
1. série byla v letech 1965–1982 (zakončeno vánočním speciálem 1983)
2. série proběhla v letech 1988–1999
Jediná Itálie se zúčastnila všech 30 ročníků klasických letních Her bez hranic (1965–1999). Naopak jednu účast má i jediná země mimo evropský kontinent Tunisko a to v ročníku 1992.
Dalšími soutěžemi byly Hry na sněhu, Vánoční speciály Her bez hranic a Zimní Hry bez hranic (uskutečnil se jen jeden ročník).

### Herní systém her
Na počátku her v ročnících 1965 a 1966 se objevovaly i soutěžní vědomostní otázky, kde se města v jednotlivých dílech střetávala ve dvojicích. Od třetího klání 1967 se v Hrách bez hranic soutěžilo tak, jak je známo do posledních ročníků. Každá zúčastněná země měla zastoupení v každém kvalifikačním kole, kde ani tak nesoupeřila s družstvy jiné země tak jako fakticky na "dálku" proti družstvům z též země v dalších kolech, a to proto, aby ve velkém finále byl zastoupen nejlepší umístěný tým v kvalifikačních kolech z každé země (při rovnosti nejlépe umístěných více družstev ze stejné země, rozhodoval vyšší počet dosažených bodů v kvalifikačním kole).
Každé z účastnických zemí byla přidělena unikátní barva, jíž se země pro větší diváckou přehlednost v soutěži prezentovala. Ve všech ročnících, kde se Československo/Česko prezentovalo, byla jejich barvou oranžová.

## Vysílání v České televizi
V Česku soutěž vysílala Česká televize.[ujasnit] Původní odvysílání ročníku Her 1990 bez českých zástupců se nesetkalo se zájmem publika. Proto tvůrčí skupina ČT Čapek - Borovan rozhodla, že se do italské alpské destinace Santa Caterina Valfurva na natáčení 22. ročníku má vydat zúžený štáb, složený z kameramana, obou producentů, ale také, do té doby neznáme tváře, jimi vybrané komentátorky, Martiny Adamcové.
Tak vznikl první, v Česku skutečně sledovaný, ročník zábavné soutěžní hry.
Velkou zásluhu na popularitě pořadu měl hovorový bezprostřední projev Martiny Adamcové, která si komentáře k pořadu sama vypracovávala.
Její styl, včetně oslňujícího úsměvu, který ve vstupech vždy zářně odhalovala, přejali po ní další komentátoři a to nejen této soutěže, ale všeobecně moderátoři v projevu na televizní obrazovce.
Po prvním zimním ročníku následoval 23. ročník 1992.
To už se pořad vyšvihl na první příčku sledovanosti, města považovala svoji účast za prestižní, a komentátorka Martina Adamcová se stala objevem roku, leč krátce poté, co skončil ročník 1992 Her bez hranic se odstěhovala do Kanady.
K popularitě pořadu přispěl také fakt, že česká družstva v soutěži vítězila.
Na finále na Azorské ostrovy se letěl se podívat i ředitel ČTV, Ivo Mathé.
Těsně po sametové revoluci bylo už první vítězství na zimních Hrách 1991/1992 vnímáno silněji, protože dokazovalo, že Češi jsou rovnocenným partnerem západoevropským zemím.
Češi dokázali také při výrobě jednotlivých dílů, že se dokáží vyrovnat svým západoevropským producentským protějškům.
Když se hry konaly v Československu, respektive v Česku, obsah her vymýšlel Aleš Ulm.
Pořadí odvysílaných dílů v České televizi není chronologické podle skutečné chronologie her, nýbrž dle uvážení České televize, jak uznala za vhodné zařadit do plánu vysílání a také dle výsledku českých družstev. Jen finále ročníku logicky bylo vždy tím posledním odvysílaným dílem.
Po proběhnutí Her bez hranic v roce 1995 se Česká televize další účasti vzdala pro vysoké finanční nároky a plánovaným pořadatelství her na jedné soutěžní lokaci. Další ročníky se ani v Česku nevysílaly.
Naposledy se pod hlavičkou Her bez hranic tato soutěž konala v roce 1999.

### Českými moderátory pořadu byli a soutěžili s českými městy
- Martina Adamcová herečka a moderátorka (Zimní 1991/1992, 1992)
- Martin Dejdar herec (Zimní 1991/1992)
- Pavel Zedníček herec (1992)
- Marcela Augustová hlasatelka, novinářka, moderátorka zpravodajství (1993, 1994)
- Petr Vichnar sportovní komentátor (1993, 1995)
- Barbora Kroužková novinářka, moderátorka zpravodajství (1995)
- Václav Čapek (1995) (komentovaný záskok pro 6. kvalifikační kolo)

## Účast Československa a Česka v soutěži
Poprvé se Československo (zastoupeno ovšem pouze městy z Česka; v té době ČT) soutěže zúčastnilo v ročníku 1991/1992, který byl zároveň jediným, který se konal pod hlavičkou Zimní Hry bez hranic. Semifinále i finále soutěže se tehdy konalo v Praze ve Sportovní hale a družstvo z Nového Města na Moravě, které Československo (respektive ČT) reprezentovalo, tuto soutěž vyhrálo. Zajímavostí je, že za čtvrt roku na stejném místě se konalo Mistrovství světa v ledním hokeji.

### Zúčastněná města
Abecední seznam zúčastněných českých měst a obcí, jejich umístění v kvalifikačním kole a případně v (semi)finále. Některá města byla zastoupena svým týmem ve více ročnících.
- Brno (1994) - 5. místo
- Brno (1995) - 1. místo, jako nejlepší družstvo Česka postup do finále, celkově 1. místo
- Bruntál (1994) - 4. místo
- Česká Třebová (1994) - 2. místo, jako nejlepší družstvo Česka postup do finále, celkově 1. místo
- Děčín (1995) - 3. místo
- Domažlice (1995) - 1. místo
- Frýdlant v Čechách (1995) - 3. místo
- Hradec Králové (1994) - 2. místo
- Hradec Králové (1995) - 1. místo
- Chrudim (1992) - 4. místo
- Jablonec nad Nisou (1992) - 2. místo
- Jihlava (1994) - 4. místo
- Karlovy Vary (1993) - 4. místo
- Krnov (1993) - 2. místo
- Kyjov (1994) - 4. místo
- Lipnice nad Sázavou (1994) - 3. místo
- Litovel (1993) - 3. místo
- Litvínov (1995) - 3. místo
- Mariánské Hory/Ostrava (1993) - 6. místo
- Nové Město na Moravě (Zimní 1991/1992) - 4. místo (poslední), jako 2. nejlepší družstvo Československa postup do semifinále, jako lepší z dvojice postup do finále, celkově 1. místo
- Ostrov nad Ohří (1994) - 2. místo
- Pardubice (1993) - 3. místo
- Písek (1993) - 3. místo
- Plzeň (1995) - 7. místo (poslední)
- Poděbrady (1992) - 6. místo
- Praha (1992) - 1. místo
- Prostějov (Zimní 1991/1992) - 4. místo (poslední)
- Příbram (1994) - 3. místo
- Rožnov pod Radhoštěm (Zimní 1991/1992) - 4. místo (poslední)
- Rožnov pod Radhoštěm (1992) - 3. místo
- Rýmařov (1992) - 3. místo
- Sedlčany (1993) - 5. místo
- Smržovka (1993) - 2. místo
- Sokolov (1992) - 5. místo
- Šternberk (1992) - 3. místo
- Šumperk (1993) - 1. místo, jako nejlepší družstvo Česka postup do finále, celkově 2. místo
- Tábor (1992) - 6. místo
- Těrlicko (1994) - 7. místo
- Trojanovice (1993) - 3. místo
- Třebíč (Zimní 1991/1992) - 3. místo, jako 1. nejlepší družstvo Československa postup do semifinále
- Třebíč (1992) - 1. místo, jako nejlepší družstvo Československa postup do finále, celkově 1. místo
- Turnov (1995) - 3. místo
- Veselí nad Moravou (1995) - 2. místo
- Znojmo (1995) - 7. místo (poslední)

### Nejlepší umístění českých družstev ve finále ročníků
- Zimní Hry bez hranic 1991/1992 - celkové vítězství družstva z Nového Města na Moravě
- Hry bez hranic 1992 - celkové vítězství družstva z Třebíče
- Hry bez hranic 1993 - celkové 2. místo družstva ze Šumperku
- Hry bez hranic 1994 - celkové vítězství družstva z České Třebové
- Hry bez hranic 1995 - celkové vítězství družstva z Brna

### Pořadatelská města v Česku
- Zimní Hry bez hranic 1991/1992 - Semifinále a finále 1992: Praha (Sportovní hala v Holešovicích) - česká města: Nové Město na Moravě 1. místo absolutně a Třebíč
- Hry bez hranic 1992 - 7. kvalifikační kolo: Třebíč (Městské koupaliště - Plavecký areál Polanka) - domácí Třebíč 1. místo
- Hry bez hranic 1992 - 8. kvalifikační kolo: Rožnov pod Radhoštěm (Dřevěná vesnička Valašského muzea) - domácí Rožnov pod Radhoštěm 3. místo
- Hry bez hranic 1993 - Finále: Karlovy Vary (Dvořákovy sady a u Hotelu Thermal) - Šumperk celkově 2. místo ve finále
- Hry bez hranic 1994 - 5. kvalifikační kolo: Hradec Králové (Všesportovní stadion kde hrál své zápasy klub SK Hradec Králové) - domácí Hradec Králové 2. místo
- Hry bez hranic 1995 - 4. kvalifikační kolo: Brno (Velodrom v Brně) - domácí Brno 1. místo

## Účastníci a vítězové Her bez hranic 1965–1999
Reprezentaci Československa a posléze Česka lze procentuálně považovat za nejlepší ze všech zúčastněných zemí. 5 účastí = 4 absolutní vítězství, jednou 2. místo (včetně účasti na Zimních Hrách bez hranic 1991/1992). Takovou statistiku v procentech (účast/výsledek) nemá žádná další země.
|    | Země                          | Procentuální úspěšnost | Počet účastí zemí v ročnících | Počet celkových vítězství |
| -- | ----------------------------- | ---------------------- | ----------------------------- | ------------------------- |
| 1  | Československo / Česko        | 75,00%                 | 4                             | 3                         |
| 2  | Maďarsko                      | 42,85%                 | 7                             | 3                         |
| 3  | Německo                       | 37,50%                 | 16                            | 6                         |
| 4  | Portugalsko                   | 33,33%                 | 15                            | 5                         |
| 5  | Velká Británie                | 25,00%                 | 16                            | 4                         |
| -  | Španělsko                     | 25,00%                 | 4                             | 1                         |
| 7  | Itálie                        | 13,33%                 | 30 (všechny ročníky)          | 4                         |
| 8  | Francie                       | 12,00%                 | 25                            | 3                         |
| 9  | Belgie                        | 10,00%                 | 20                            | 2                         |
| 10 | Švýcarsko (+ Lichtenštejnsko) | 8,33%                  | 24                            | 2                         |
| 11 | Tunisko                       | 0,00%                  | 1                             | 0                         |
| -  | Malta                         | 0,00%                  | 2                             | 0                         |
| -  | San Marino                    | 0,00%                  | 3                             | 0                         |
| -  | Slovinsko                     | 0,00%                  | 4                             | 0                         |
| -  | Wales                         | 0,00%                  | 4                             | 0                         |
| -  | Jugoslávie                    | 0,00%                  | 6                             | 0                         |
| -  | Řecko                         | 0,00%                  | 7                             | 0                         |
| -  | Nizozemsko                    | 0,00%                  | 10                            | 0                         |

### Zimní Hry bez hranic 1991/1992
|   | Země           | Procentuální úspěšnost | Počet účastí zemí v ročnících | Počet celkových vítězství |
| - | -------------- | ---------------------- | ----------------------------- | ------------------------- |
| 1 | Československo | 100%                   | 1                             | 1                         |
| 2 | Francie        | 0%                     | 1                             | 0                         |
| - | Švýcarsko      | 0%                     | 1                             | 0                         |
| - | Itálie         | 0%                     | 1                             | 0                         |

## Obnovení soutěže
V roce 2019 bylo oznámeno, že by se mohly uskutečnit originální Hry bez hranic. Nakonec se uskutečnila jiná verze, a to tzv. Eurohry (Eurogames); ty se staly přímým následovníkem Her bez hranic. Při úvodu vysílaného dílu zní tatáž znělka jako při posledních původních Hrách bez hranic. K účasti se přihlásily i komerční televize ze zúčastněných zemí. První televize, která odvysílala úvodní ročník, byla italská Canale 5 patřící skupině Mediaset. Hry proběhly od 19. září do 24. října 2019. Zúčastnilo se jich 6 zemí (Itálie, Řecko, Španělsko, Německo, Polsko, Rusko). Hry proběhly v Římě. Pro rok 2020 byly opět přerušeny na neurčito.